# Quellstück
Quellstück und  Brühstück sind zwei Vorstufen der Teigbereitung, die ohne Triebmittel wie Hefe oder Sauerteig angesetzt werden. Dabei wird ein aus Getreide (Backschrot, Vollkornschrot oder auch Mehl) und Wasser bestehendes Gemisch zum Vorquellen für mehrere Stunden oder über Nacht angesetzt. Dadurch kann die im Teig insgesamt gebundene Wassermenge erhöht werden.

Die Vorteile dieses Verfahrens sind:
- Die harten Getreideschalen werden weich und verquellen gut.
- Die Teigausbeute erhöht sich.
- Die Krume der fertigen Brote ist elastisch sowie gut schnitt- und streichfähig.
- Die Frischhaltung der Brote wird verlängert.

Beim Quell- und Brühstück werden im Teig enzymatische Vorgänge in Gang gesetzt (z. B. die Bildung von Maltose), die zu einer gewollten Geschmacksänderung führen können. Eine Brotsorte, die damit hergestellt wird, ist das Borodinoer Brot.
|              | Quellstück                                                                 | Brühstück                                                                      |
| ------------ | -------------------------------------------------------------------------- | ------------------------------------------------------------------------------ |
| Temperatur   | Teigtemperatur 20–30 °C                                                    | Wassertemperatur 70–100 °C                                                     |
| Teigausbeute | 200                                                                        | 200–250                                                                        |
| Stehzeit     | 10–20 Stunden                                                              | 1–3 Stunden                                                                    |
| Hinweise     | Bei Stehzeiten über 15 Stunden muss die Teigtemperatur unter 25 °C liegen. | Kürzere Stehzeiten bedeuten höhere Wassertemperaturen und höhere Teigausbeute. |